# Einsteintelescoop
De Einsteintelescoop, internationaal aangeduid als Einstein Telescope (ET), is gepland als een derde-generatie telescoop voor de detectie en observatie van zwaartekrachtgolven. Zwaartekrachtgolven vervormen de ruimtetijd, ongeveer een eeuw geleden voorspeld door de algemene relativiteitstheorie van Albert Einstein. Voor de detectie van zwaartekrachtgolven is extreem gevoelige apparatuur nodig, die veranderingen in de ruimte kan meten die vele malen kleiner zijn dan een atoom. Wetenschappers hopen met de ET ook meer inzicht te krijgen in donkere materie. 
Voor de ontwikkeling van de ET werken meer dan tachtig universiteiten en instituten samen, waaronder CERN.. Ook een aantal commerciële bedrijven werkt actief mee aan oplossingen voor de sensitieve detector. Het project krijgt veel aandacht van de politiek, omdat het naast wetenschappelijke inzichten ook economische ontwikkeling en technologische innovatie belooft. 

## Ontwerp
Het ontwerp voor de telescoop, eigenlijk een zwaartekrachtgolvendetector, was al in 2011 gereed. Deze derde-generatie detector zal tien keer sterker zijn dan de bestaande, zoals LIGO en Virgo, en zal duizendmaal meer ruimte kunnen aftasten. Bij de Einsteintelescoop gaat het om een tunnel in driehoekvorm, waarbij elk van de armen 10 kilometer lang wordt. De telescoop komt horizontaal op 250 tot 300 meter diepte onder de grond te liggen. Op de drie hoekpunten komen grote ondergrondse ruimten. In de drie buizen die de zijden van de driehoek vormen, worden laserpulsen gelijktijdig afgevuurd. Zo'n laserstraal wordt gesplitst in twee bundels en die worden aan de uiteinden van elke 'arm' in de ondergrondse kamer teruggekaatst door spiegels. Er wordt gemeten hoeveel tijd deze laserpulsen nodig hebben om de buislengte af te leggen. Als deze niet precies gelijk zijn, dan is er bovengronds mogelijk een zwaartekrachtgolf gepasseerd die de ruimte vervormd heeft. Elk van de drie hoekpunten krijgt met een lift verbinding met het maaiveld. Via deze verticale schachten zal het onderhoud binnen de tunnels worden uitgevoerd. De schaalgrootte van de ET is te vergelijken met het natuurkundig onderzoekscomplex CERN bij Genève. 
In juni 2021 ging het European Strategy Forum on Research Infrastructures (ESFRI) akkoord met de bouw van de detector. In 2025 wordt beslist waar de detector gebouwd zal worden.

## Vestigingskandidaten

### Euregio Maas-Rijn: ETpathfinder

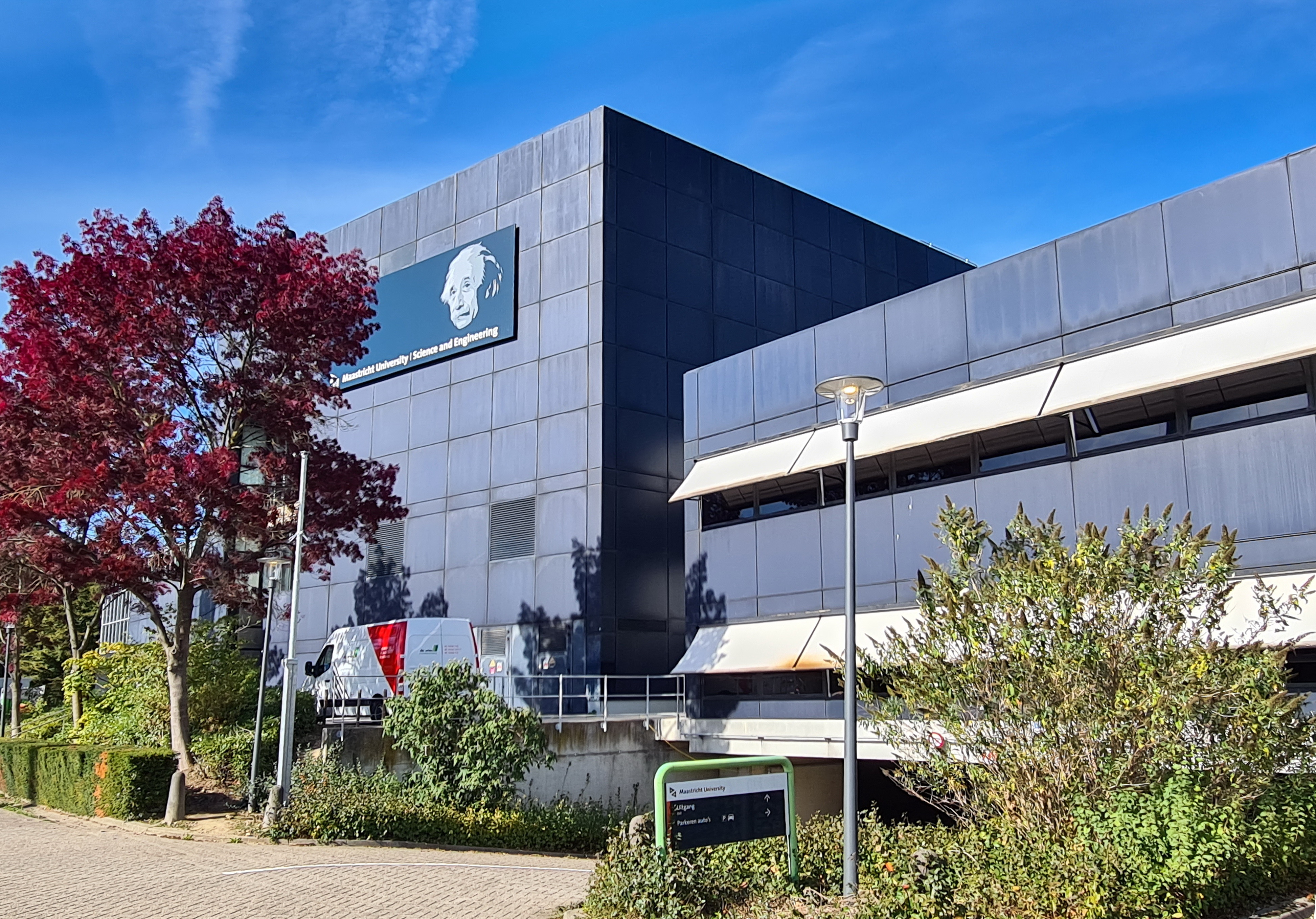
Gebouw van de Universiteit Maastricht in Randwyck. In de zwarte doos bevindt zich de 'clean room' voor de ETpathfinder

In 2015 werd de Euregio Maas-Rijn, met name het landelijke gebied tussen Maastricht, Luik en Aken, genoemd als een van de mogelijke vestigingslocaties van de ET. De Euregio Maas-Rijn beschikt over een stabiele bodem met weinig verstoring van de omgeving. 
Vanaf 2021 verrichtte het Nederlandse Nikhef proefboringen in Terziet, Banholt, Cottessen en diverse locaties in het Duits-Belgische grensgebied. In april 2022 stelde het kabinet-Rutte IV 42 miljoen euro uit het Nationaal Groeifonds beschikbaar voor voorbereidende werkzaamheden van de ET en reserveerde daarnaast 870 miljoen euro. Omdat de Einsteintelescoop een internationaal project is, werken Nederland, België en Duitsland samen in haalbaarheidsstudies voor de telescoop in de Euregio Maas-Rijn. Zo lopen er bijvoorbeeld onderzoeken naar de verschillen in planologische wet- en regelgeving en de betekenis daarvan voor het project. Uiteindelijk moeten die haalbaarheidsstudies leiden tot een bidboek, dat op zijn vroegst in 2025 gereed is.
Ter voorbereiding van de mogelijke bouw werd in Maastricht de proefinstallatie ETpathfinder gebouwd, die op 8 november 2021 door minister Van Engelshoven werd geopend. Projectleider is de Duitse natuurkundige Stefan Hild, hoogleraar experimentele natuurkunde aan de Universiteit Maastricht en onderzoeker aan het Nikhef te Amsterdam.

### Sardinië: Sar-Grav
Naast de Euregio hebben ook Sardinië en het Oost-Duitse Lausitz belangstelling voor de detector. Met name eerstgenoemde locatie lijkt, gesteund door de Italiaanse regering, een sterke kanshebber. Voor dit doel is in het Sardijnse Lula het ondergrondse laboratorium Sar-Grav gebouwd, waarin het Italiaanse INFN, gesteund door de universiteiten van Sassari en Cagliari en diverse andere wetenschappelijke instituten, het project Archimedes heeft ondergebracht. Ook het Nikhef is hierbij betrokken.